# Azé (Loir-et-Cher)
Azé ist eine französische Gemeinde mit 986 Einwohnern (Stand: 1. Januar 2022) im Département Loir-et-Cher in der Region Centre-Val de Loire; sie gehört zum Arrondissement Vendôme und zum Kanton Vendôme. Die Einwohner werden Azéens genannt.

## Geographie
Die Gemeinde Azé liegt zehn Kilometer nordöstlich von Vendôme und etwa 38 Kilometer nordnordwestlich von Blois. Azé wird umgeben von den Nachbargemeinden Danzé im Norden, Rahart im Osten, Saint-Ouen im Südosten, Vendôme im Südosten und Süden, Villiers-sur-Loir im Süden und Südwesten, Mazangé im Westen sowie Épuisay im Nordwesten.
Azé liegt am Fluss Boulon, der südlich von Danzé im Untergrund versickert und nach etwa fünf Kilometer im Ortsgebiet von Azé als Karstquelle wieder an die Oberfläche tritt.

## Bevölkerungsentwicklung
| Jahr                       | 1962 | 1968 | 1975 | 1982 | 1990 | 1999 | 2006 | 2017 |
| Einwohner                  | 683  | 714  | 675  | 662  | 820  | 985  | 1089 | 1033 |
| Quellen: Cassini und INSEE |      |      |      |      |      |      |      |      |

## Sehenswürdigkeiten
- Kirche Saint-Pierre, Monument historique
- Priorei von Courtozé, Monument historique

' Herrenhaus Bonaventure
- Schlösser von Beaulieu, Courtozé, La Rouillière, Les Bellezéveries, Les Minières und Morillon

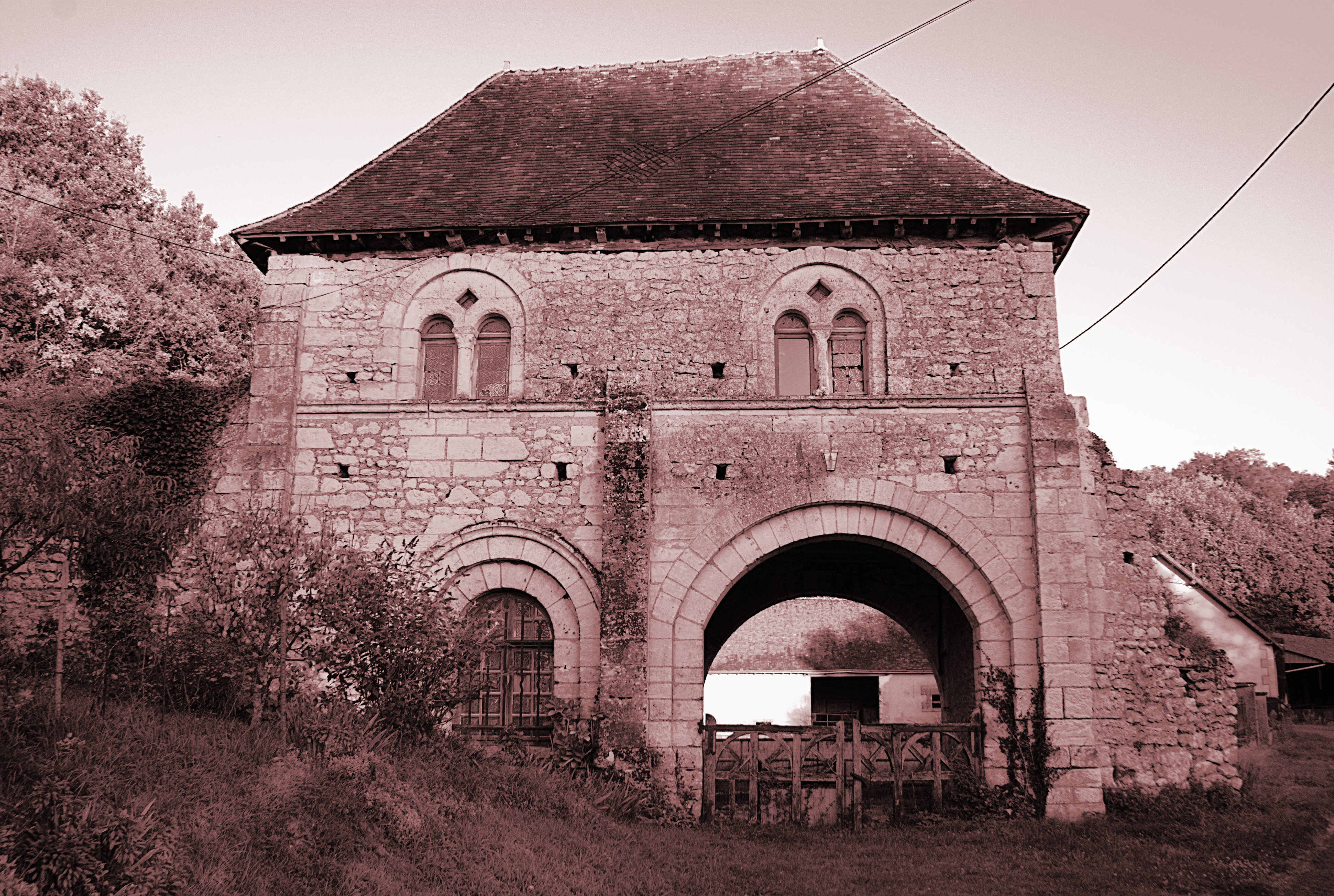
Priorei von Courtozé